# Mirascope

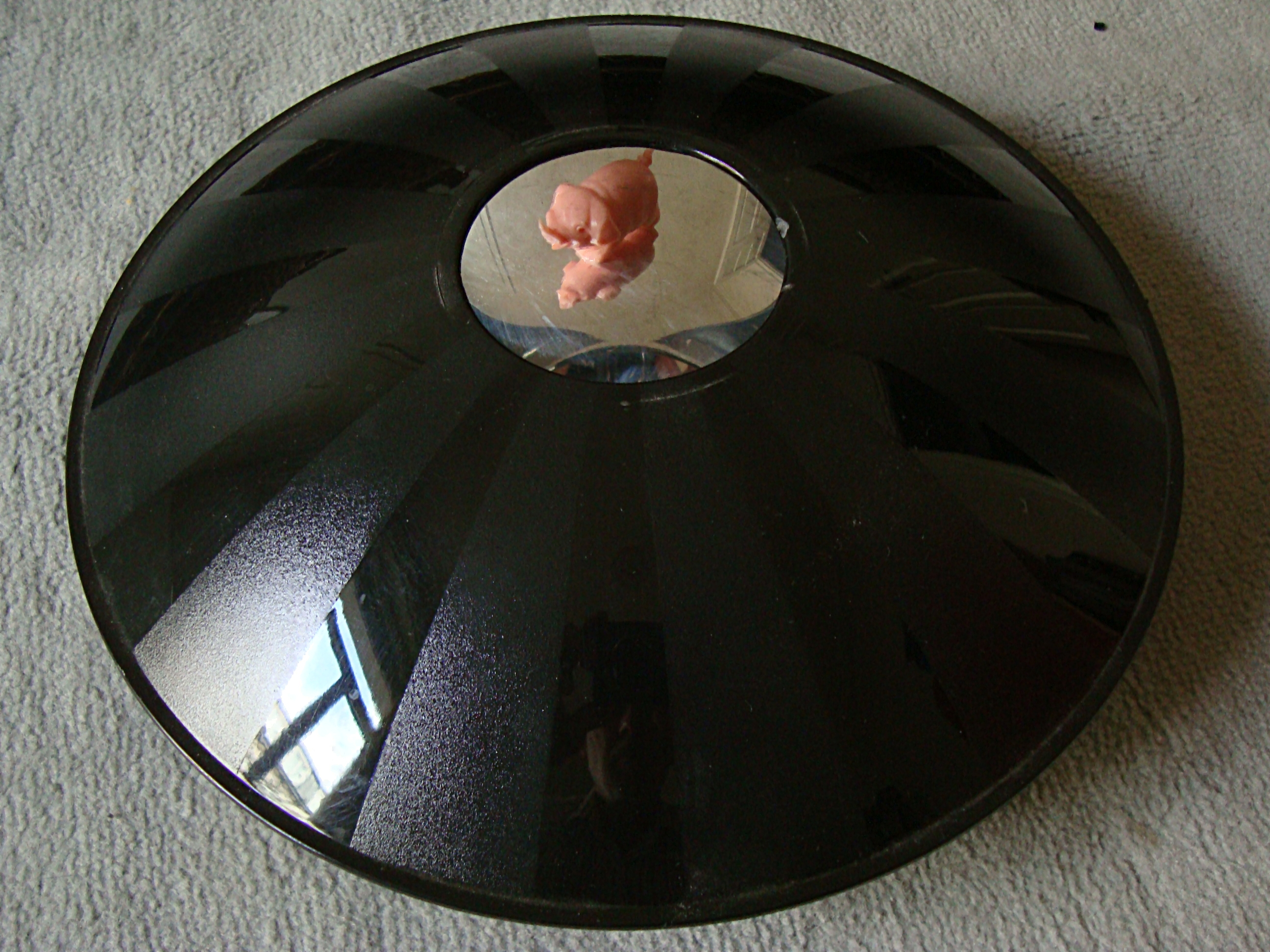
Le mirascope est formé par deux miroirs paraboliques opposés permettant d'observer une image réelle.

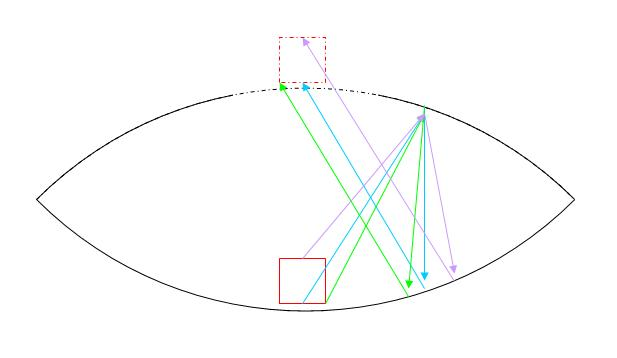
Tracé des rayons correspondant à l'image précédente.

Le mirascope est un objet composé de deux miroirs paraboliques se faisant face et créant l'illusion d'une optique flottante et tridimensionnelle. Le miroir du dessus étant percé d'une ouverture en son centre, l'image réelle d'un objet placé au centre du miroir du dessous apparaît juste au-dessus de l'ouverture du miroir du dessus (illustrations ci-dessous).

## Historique
À la fin des années 1960, un employé du département de physique de l'université de Californie à Santa Barbara ne parvient pas à nettoyer la poussière qui recouvre l'un des grands miroirs dont il a la charge. Il montre le phénomène au physicien Virgil Elings. Ce dernier réalise qu'il s'agit d'une illusion d'optique. Les deux hommes brevètent plus tard un dispositif recréant cette illusion et qu'ils nomment Mirage ou mirascope.

## Les applications du mirascope
Le mirascope est un outil aux applications variées, utilisé pour la décoration de bureaux et maisons, l'éducation et la création artistique. En décoration, son design unique et son effet d'illusion attirent l'attention et suscitent des discussions. En tant qu'outil éducatif, il introduit de manière ludique les principes de l'optique aux enfants. Il permet de créer des hologrammes et des images 3D, ajoutant une dimension visuelle supplémentaire aux objets. Enfin, le mirascope est utilisé dans les expositions artistiques et scientifiques pour présenter de nouveaux points de vue et illustrer des concepts optiques.